# Palma Sola
Palma Sola is een gemeente in de Braziliaanse deelstaat Santa Catarina. De gemeente telt 8.145 inwoners (schatting 2009).

## Aangrenzende gemeenten
De gemeente grenst aan Anchieta, Campo Erê, Dionísio Cerqueira, Guarujá do Sul, São José do Cedro en Flor da Serra do Sul (PR).